# ويلي ستيفانوس
ويلي ستيفانوس (بالإنجليزية: Willy Stephanus)‏ (26 يونيو 1991 في ناميبيا - ) هو لاعب كرة قدم ناميبي في مركز الوسط. شارك مع منتخب ناميبيا لكرة القدم. أما مع النوادي، فقد لعب مع نادي بلاك أفريكا وKrabi F.C. ‏ ونادي بلومفونتين سيلتيك.

## وصلات خارجية
- ويلي ستيفانوس على موقع الاتحاد الدولي (مؤرشف)  (الإنجليزية)
- ويلي ستيفانوس على موقع قاعدة بيانات كرة القدم.إي يو (الإنجليزية)
- ويلي ستيفانوس على موقع ناشيونال فوتبول تيمز (الإنجليزية)
- ويلي ستيفانوس على موقع Soccerway.com (الإنجليزية)
- ويلي ستيفانوس على موقع عالم كرة القدم.نت (الإنجليزية)